# Luz parásita
La luz parásita es la luz no deseada presente en un sistema óptico, que puede provenir de la fuente prevista, pero se desvía de su trayectoria diseñada, o de una fuente distinta a la principal. Esta luz reduce la oscuridad del sistema óptico, lo que disminuye la relación señal/ruido o relación de contraste, y por lo tanto suele establecer un límite en el rango dinámico del sistema.
Puede ser causada por muchos fenómenos desde dispersión: sobre una superficie rugosa, por contaminación superficial, interna (dentro de una lente, por ejemplo), debido a defectos cosméticos de la superficie; reflexiones residuales de superficies ópticas (efecto fantasma), difracción, autoemisión del detector (relevante para detectores térmicos), o luz ambiental, como la contaminación lumínica o la luz zodiacal.
En un telescopio reflector, debido a errores de diseño o problemas con el ángulo o la curvatura del espejo, la luz parásita causa errores en las observaciones y, en ocasiones, graves problemas. Además, es difícil de corregir, por lo que los telescopios con luz parásita intensa a menudo deben desecharse.

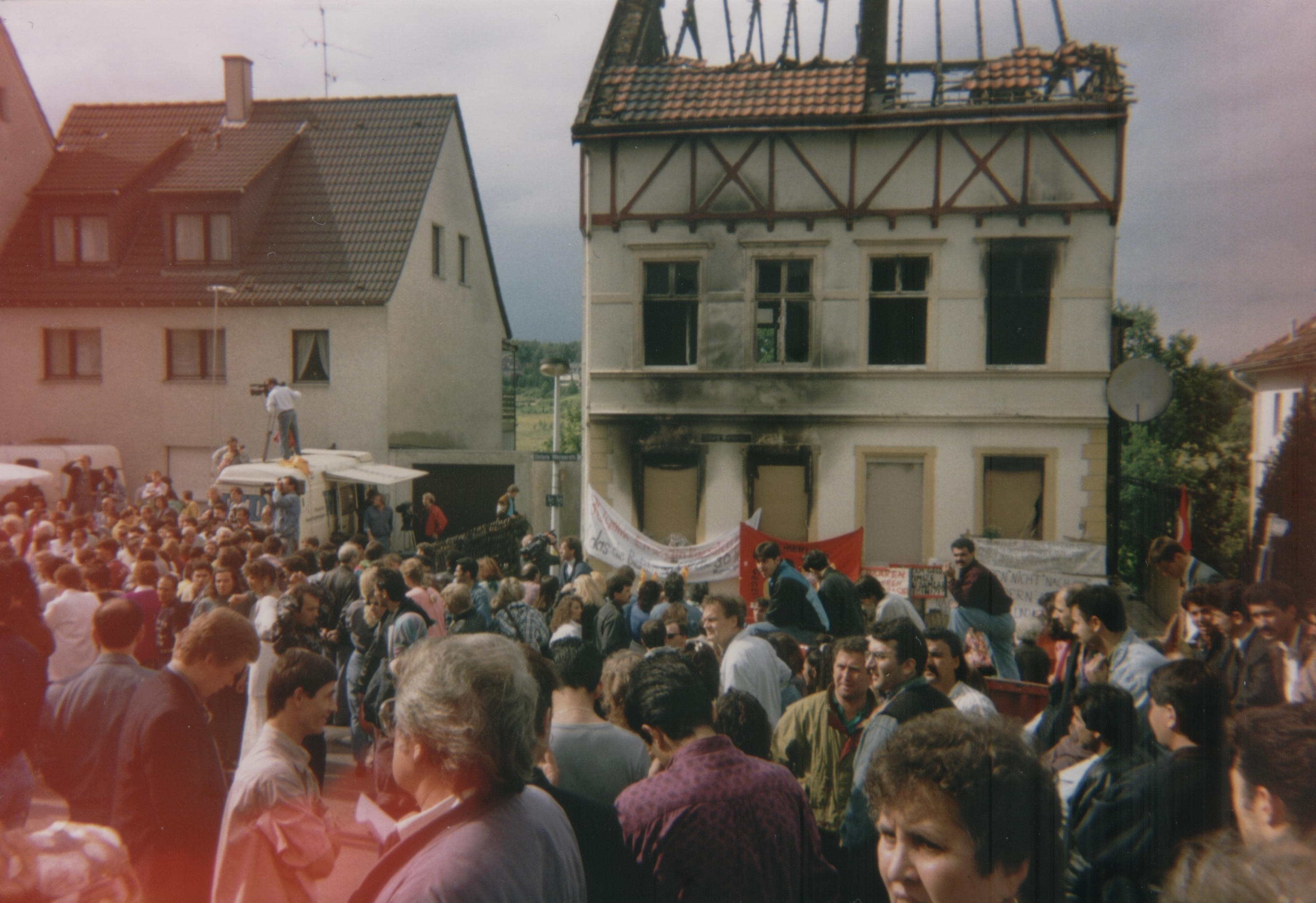
Resplandor rojo causado por luz parásita en una cámara.

La luz parásita en el ojo humano se denomina luz parásita intraocular.

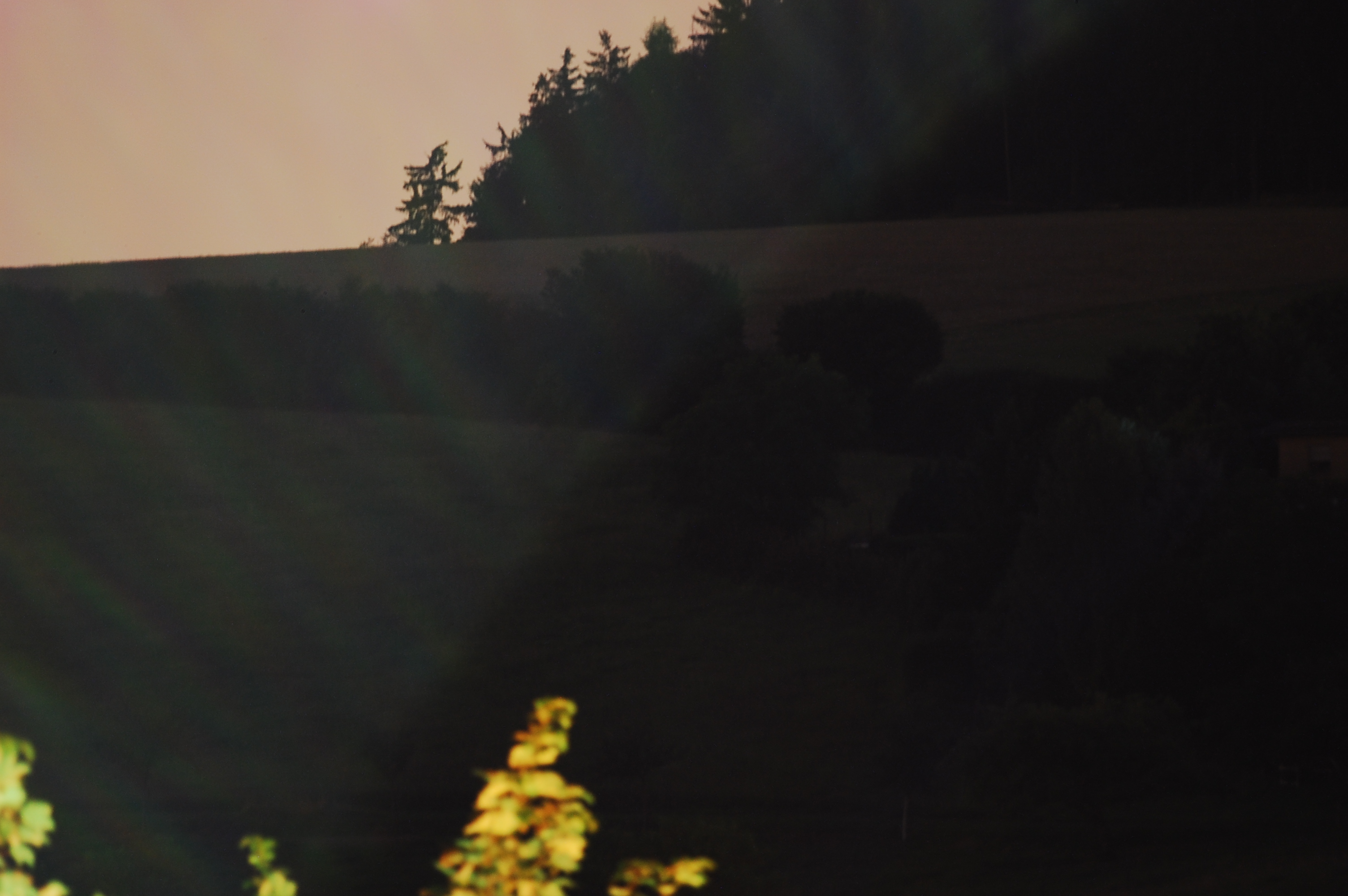
Diversos efectos de luz parásita.

## Sistemas ópticos

### Luz monocromática

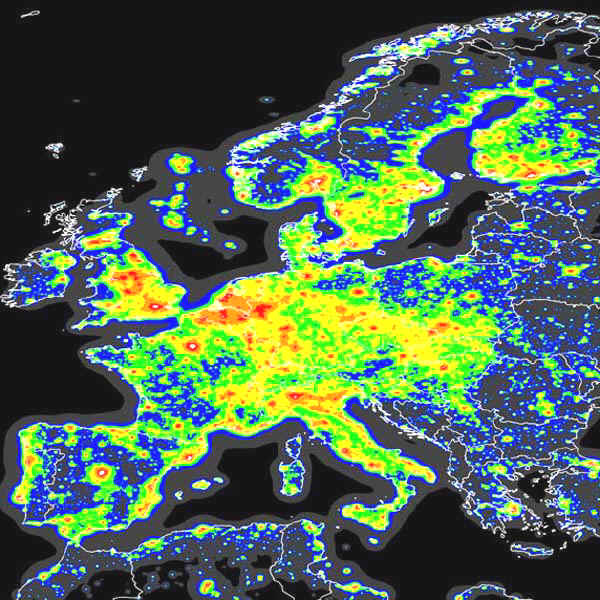
Mapa de 1996-1997 que muestra el resplandor del cielo sobre Europa.

En instrumentos de medición ópticos que trabajan con luz monocromática, como los espectrofotómetros, la luz parásita se define como cualquier luz presente en un sistema distinta de la longitud de onda (color) prevista. El nivel de luz parásita es una de las especificaciones más importantes de un instrumento. Por ejemplo, una banda de absorción intensa y estrecha puede fácilmente parecer tener una absorción máxima menor que la absorción real de la muestra, porque la capacidad del instrumento para medir la transmisión de luz a través de la muestra está limitada por el nivel de luz parásita. Un método para reducir la luz parásita en estos sistemas es el uso de monocromadores dobles. La relación entre la luz parásita transmitida y la señal es el producto de la relación de cada monocromador, por lo que la combinación de dos monocromadores en serie con 10 −3 de luz parásita cada uno produce un sistema con una relación de luz parásita de 10 −6, lo que permite un rango dinámico mucho mayor para las mediciones.
También se han desarrollado métodos para medir y compensar la luz parásita en espectrofotómetros, como la norma ASTM E387 que describe un método para estimar la luz parásita en estos, utilizando la potencia radiante parásita (SRP) y la relación de potencia radiante parásita (SRPR).
También existen materiales de referencia disponibles comercialmente para ayudar a calibrar los niveles de luz parásita en los espectrofotómetros.

### Astronomía

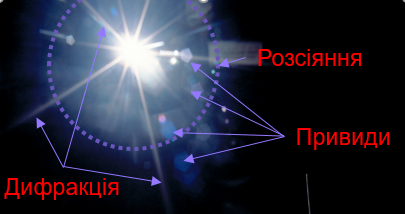
Diversas manifestaciones de luz parásita en una imagen orbital del Sol: halo alrededor (dispersión), rayos largos (difracción), numerosos puntos de copia (fantasmas).

En astronomía óptica, la capacidad de detectar objetos celestes tenues se ve afectada por la luz parásita causada por el resplandor del cielo, que es luz de otras fuentes que converge en la misma ubicación que el objeto, por lo tanto es un problema crítico porque puede reducir el contraste de las imágenes, introducir ruido en las observaciones y afectar la precisión de las mediciones fotométricas o espectroscópicas. Por ejemplo, en un telescopio, la luz parásita puede crear un fondo no deseado que dificulta la detección de objetos débiles como galaxias lejanas o exoplanetas.

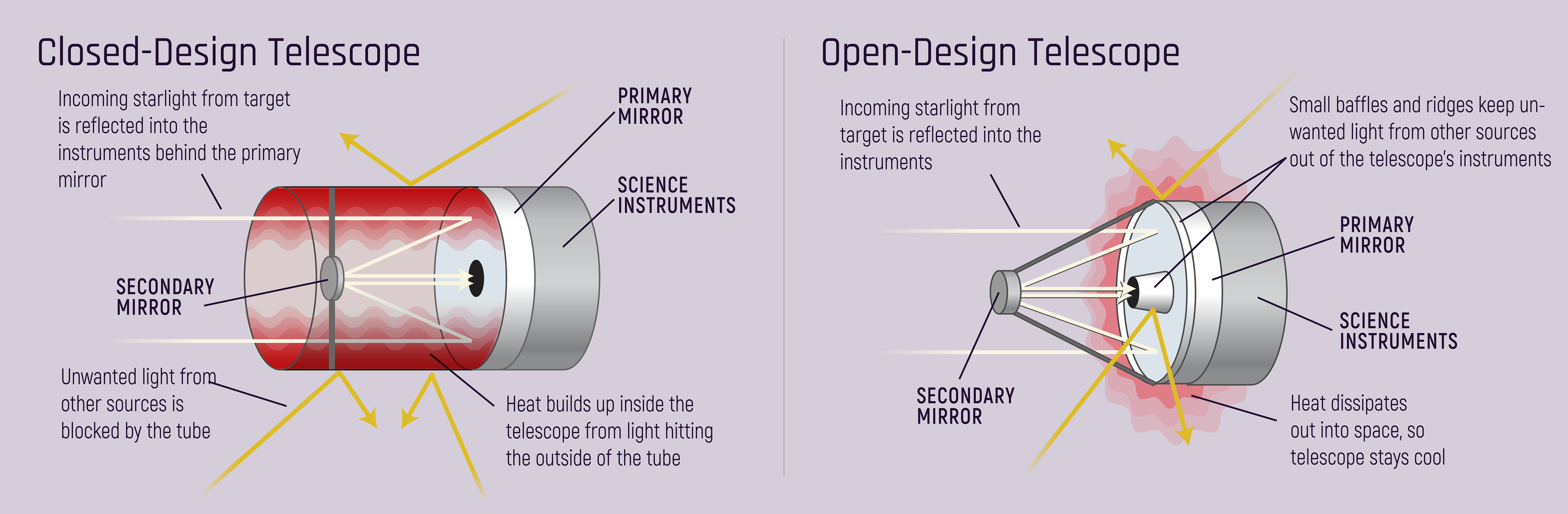
Diferentes diseños de telescopios. El diseño cerrado (izquierda) busca reducir la luz dispersa.

La luz parásita también es un problema importante en el diseño de coronógrafos, utilizados para observar la corona solar.

### Modelos DFVZ
La dispersión se describe mediante la Función de reflectancia de dos rayos. Cada tipo de dispersión tiene su propia función. Además, cada función tiene su propio conjunto de parámetros para describir la dispersión con mayor precisión. Los modelos más utilizados son:
- Dispersión sobre una superficie rugosa: modelo Harvey-Shack, modelo ABg, modelo de correlación K (ABC);
- Dispersión por contaminación: Modelo Mi + estándar MIL-STD-1246D.
- Defectos cosméticos: modelo de Peterson

## Herramientas de diseño
Se han diseñado varios programas de diseño óptico que pueden modelar la luz parásita, por ejemplo:
- ASAP
- FRED[7]
- Synopsys LightTools
- TracePro
- Zemax

Estos modelos se pueden utilizar para predecir y minimizar la luz parásita en el sistema final.